# Мейпорт

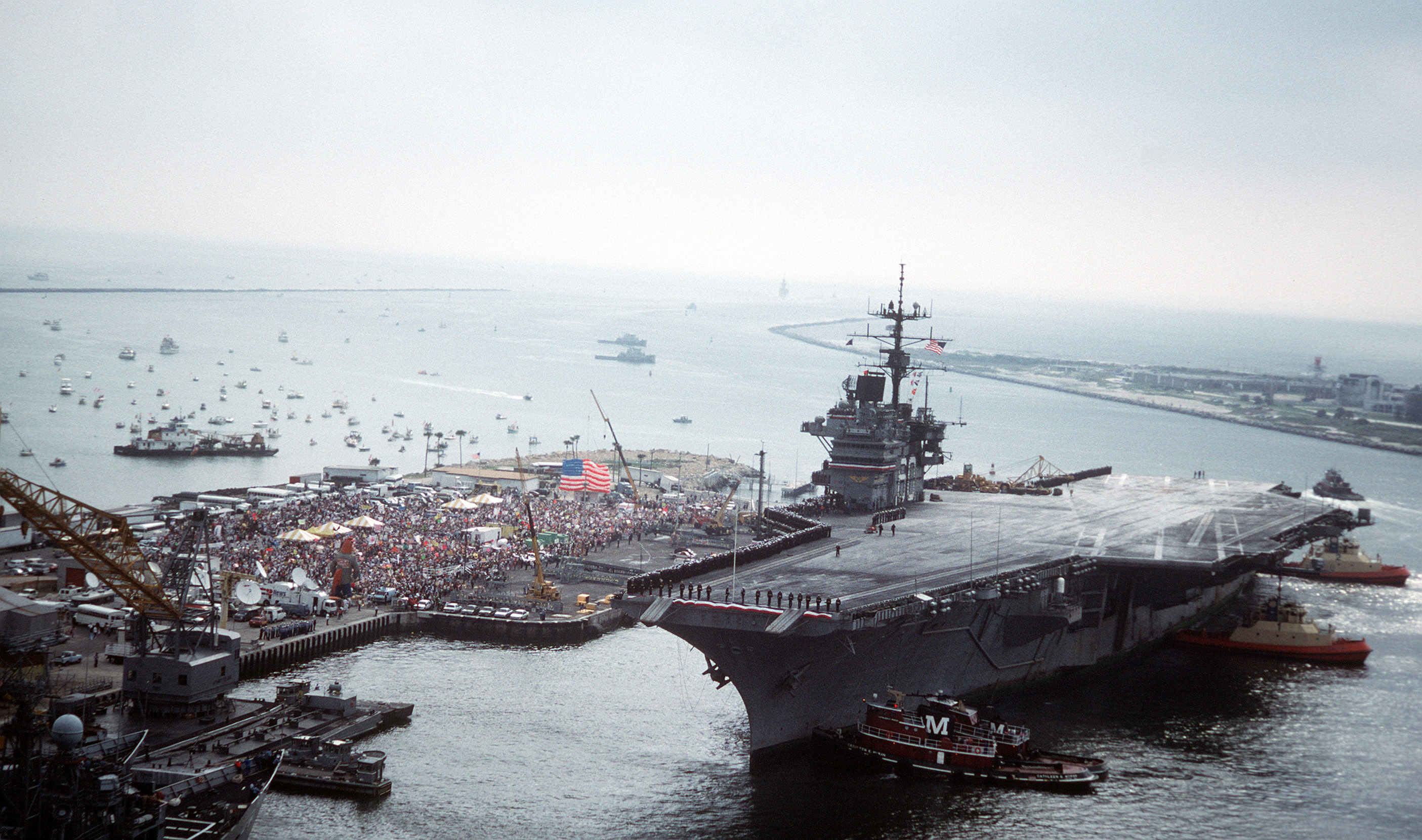
Авианосец Саратога в ПБ Мейпорт

Мейпорт — пункт базирования (ПБ) и военно-морская авиастанция ВМС США, расположенные на северо-востоке штата Флорида. На Мейпорт базируется ряд тактических соединений Атлантического флота ВМС США, а с июля 2008 года и штаб вновь воссозданного 4-го оперативного флота.
База расположена в устье реки Сент-Джонс, в 7 милях к востоку от Джэксонвилла. Размер акватории — 600 на 900 метров, максимальная глубины в пределах акватории достигают 14 метров, что позволяет базироваться в Мейпорте кораблям всех классов, включая и авианосцы, крейсера, эскадренные миноносцы и фрегаты. Длина причального фронта составляет 3 км. К нему ведёт защищённый фарватер, оснащенный автоматизированными средствами наблюдения.
Современная инфраструктура базы включает административные (штабные) и жилые здания (на 2000 человек), ремонтные и складские портовые сооружения. В состав ПБ также входят авиастанция с аэродромом 1-го класса, система полигонов, комплексы управления и связи (в том числе космической), морской разведки и гидрометеорологической службы.

## Корабли, базирующиеся на Мейпорт

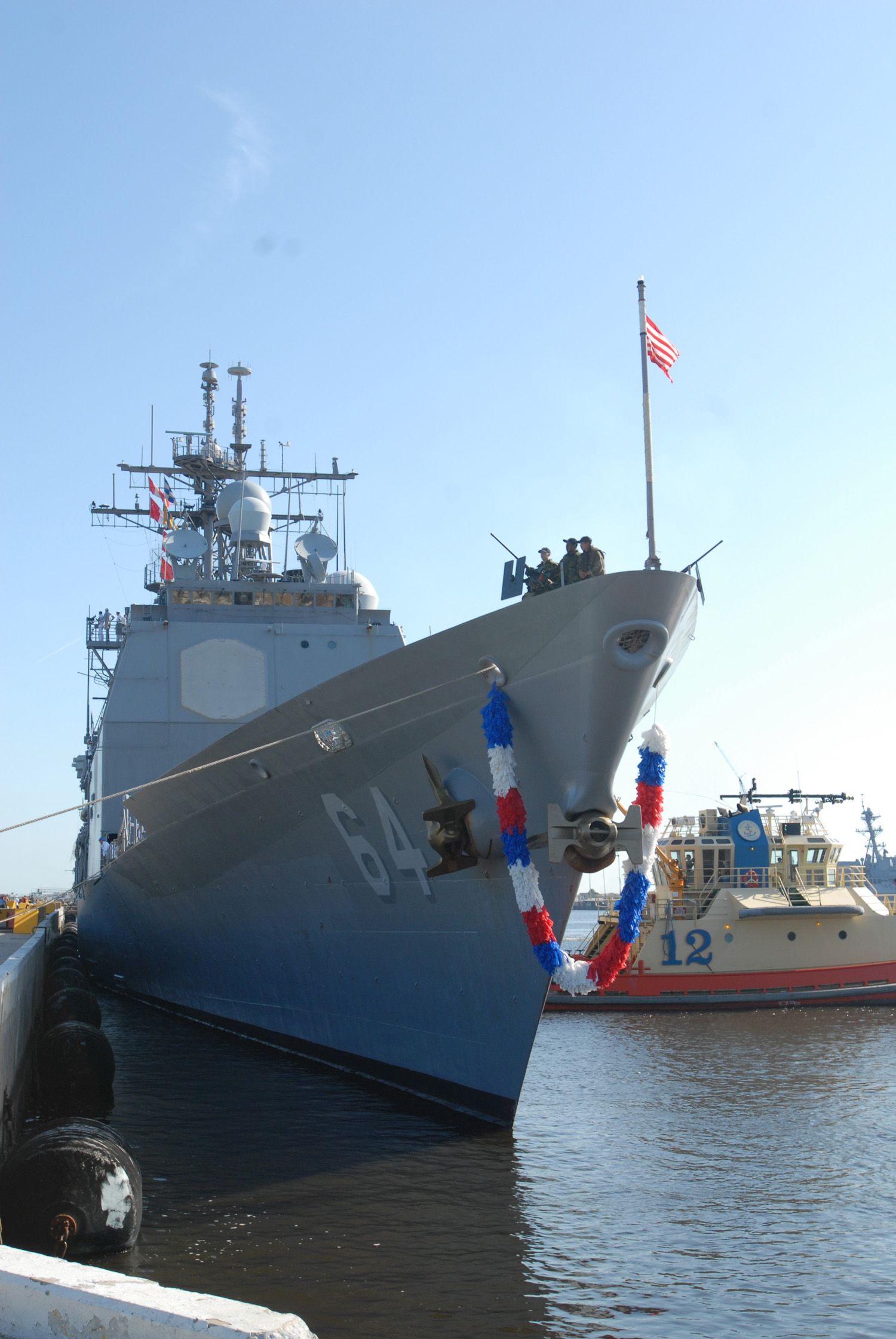
USS Gettysburg (CG-64) швартуется в Мейпорте

- Фрегаты (14-я эскадра эсминцев, англ. DesRon 14)
  - USS Wichita (LCS-13)
  - USS Billings (LCS-15)
  - USS Indianapolis (LCS-17)
  - USS St. Louis (LCS-19)
  - USS McInerney (FFG-8)
  - USS Boone (FFG-28)
  - USS Stephen W. Groves (FFG-29)
  - USS John L. Hall (FFG-32)
  - USS Underwood (FFG-36)
  - USS Doyle (FFG-39)
  - USS Halyburton (FFG-40)
  - USS Milwaukee (LCS-5)
  - USS Detroit (LCS-7)
  - USS Little Rock (LCS-9)
  - USS Sioux City (LCS-11)
  - USS Klakring (FFG-42)
  - USS DeWert (FFG-45)
  - USS Robert G. Bradley (FFG-49)
  - USS Taylor (FFG-50)
  - USS Simpson (FFG-56)
  - USS Samuel B. Roberts (FFG-58)

- Крейсера
  - USS Philippine Sea (CG-58)
  - USS Gettysburg (CG-64)
  - USS Hue City (CG-66)
  - USS Vicksburg (CG-69)

- Эскадренные миноносцы (24-я эскадра эсминцев, англ. DesRon 24)
  - USS Carney (DDG-64)
  - USS Lassen (DDG-82)
  - USS Thomas Hudner (DDG-116)
  - USS Delbert D. Black (DDG-119)
  - USS The Sullivans (DDG-68)
  - USS Roosevelt (DDG-80)
  - USS Farragut (DDG-99)

- 40-я эскадра эсминцев (кадрированная, англ. DesRon 40)

## Вертолётные эскадрильи
- HSL-40 «Airwolves»
- HSL-42 «Proud Warriors»
- HSL-44 «Swamp Fox»
- HSL-46 «Grandmasters»
- HSL-48 «Vipers»
- HSL-60 «Jaguars» (недоступная ссылка)